# Houston Huskies
Die Houston Huskies waren eine US-amerikanische Eishockeymannschaft aus Houston, Texas. Die Mannschaft spielte von 1947 bis 1949 in der United States Hockey League.

## Geschichte
Das Franchise wurde 1947 als Expansionsteam der United States Hockey League gegründet, in der sie die zuvor aufgelösten Houston Skippers ersetzten. In ihrer Premierenspielzeit gewann die Mannschaft auf Anhieb den Meistertitel der USHL. Im Anschluss an die Saison 1948/49 stellte die Mannschaft bereits wieder den Spielbetrieb ein.  